# Allocerastichus bicarinatus
Allocerastichus bicarinatus är en stekelart som beskrevs av Coote 1994. Allocerastichus bicarinatus ingår i släktet Allocerastichus och familjen finglanssteklar. Inga underarter finns listade i Catalogue of Life.